# 민홍기
민홍기(閔弘基, 1883년 6월 7일 ~ 1951년 2월 21일)는 대한제국의 관료 겸 일제강점기의 조선귀족으로, 자는 의백(毅伯), 본관은 여흥, 본적은 서울특별시 종로구 경운동이다. 경성부(현재의 서울특별시) 출신이며 자작 민병석의 장남이자 민복기의 형이다.

## 생애
1899년 6월 13일 시강원 시종관으로 임명되었으며 1899년 11월 16일부터 11월 20일까지 희릉 참봉을 겸임했다. 1901년 주차 프랑스 공사관 서기생(1901년 3월 15일 ~ 4월 1일), 주차 미국 공사 수행원(1901년 4월 1일), 궁내부 참서관 겸 대신관방 비서관(1901년 4월 12일 ~ 1901년 4월 21일)을 역임했다.
1902년 10월 9일 안릉 수리에 참여한 공로를 인정받아 정3품에 서위되었으며 1902년 11월 28일 비서원승으로 임명되었다. 1904년 일본 보빙 대사 수행원(1904년 3월 31일 ~ 1904년 5월 17일), 외부 참서관(1904년 4월 1일 ~ 1904년 6월 21일)을 역임했고 1904년 4월 23일 일본 정부로부터 훈5등 욱일장을 받았다. 1904년 9월 26일 군부 포공국(砲工局) 공병과에서 근무했고 1905년 6월 9일 영사관으로 임명되었다. 1905년 4월 16일 대한제국 정부로부터 훈6등 팔괘장을 받았으며 1906년 10월 일본 도쿄고등상업학교에 입학했다.
1908년 대한학회 회원과 토론부원(1908년 2월 21일 ~ 1908년 7월)을 역임했고 1912년 9월 도로부지로 활용될 토지를 기부한 대가로 조선총독부로부터 목배를 받았다. 1914년 6월 10일 일본 정부로부터 민병석(민홍기의 아버지)의 사자(嗣子)로서 종5위에 서위되었으며 1928년 11월 10일 일본 정부로부터 쇼와 대례 기념장을 받았다. 1940년 11월 15일 자신의 아버지였던 민병석이 받은 자작 작위를 승계받았다.
친일파 708인 명단의 조선귀족 부문, 민족문제연구소의 친일인명사전 수록자 명단의 수작/습작 부문, 친일반민족행위진상규명위원회가 발표한 친일반민족행위 705인 명단에 포함되었다.

## 참고자료
- 친일반민족행위진상규명위원회 (2009). 〈민홍기〉. 《친일반민족행위진상규명 보고서 Ⅳ-5》. 서울. 801~806쪽.